# Kakola, Tammela
För andra betydelser, se Kakola (olika betydelser).
Kakola är en ö i Finland. Den ligger i sjön Saloistenjärvi och i kommunen Tammela i den ekonomiska regionen  Forssa ekonomiska region  och landskapet Egentliga Tavastland, i den södra delen av landet, 100 km nordväst om huvudstaden Helsingfors. Öns area är 0,1 hektar och dess största längd är 50 meter i nord-sydlig riktning.